# فيكتوريا ليستونوفا
فيكتوريا فكتورفنا ليستونوفا (بالروسية: Виктория Викторовна Листунова) هي لاعبة جمباز فني روسية ولدت في يوم 12 مايو 2005 في موسكو. أبرز إنجازاتها هو فوزها بثلاثة ميداليات ذهبية في بطولة أوروبا للشباب في سنة 2018.